# Ляхов, Яков Яковлевич
Яков Яковлевич Ляхов (1922—1944) — лейтенант Рабоче-Крестьянской Красной Армии, участник Великой Отечественной войны, Герой Советского Союза (1945).

## Биография
Яков Ляхов родился 1 ноября 1922 года в посёлке Гнилицы (ныне — в черте Нижнего Новгорода). Окончил среднюю школу, занимался в аэроклубе. В 1940 году Ляхов был призван на службу в Рабоче-Крестьянскую Красную Армию. В 1942 году он окончил Энгельсскую военную авиационную школу пилотов. С марта 1943 года — на фронтах Великой Отечественной войны.
К сентябрю 1944 года лейтенант Яков Ляхов командовал звеном 807-го штурмового авиаполка 206-й штурмовой авиадивизии 7-го штурмового авиакорпуса 14-й воздушной армии 3-го Прибалтийского фронта. За время своего участия в войне совершил 153 боевых вылета на штурмовку скоплений боевой техники и живой силы противника, его важных объектов, нанеся ему большие потери. 17 сентября 1944 года под городом Тырва Эстонской ССР самолёт Ляхова был сбит, лётчик направил горящую машину на скопление боевой техники противника, погибнув при взрыве.

## Награды
Указом Президиума Верховного Совета СССР от 23 февраля 1945 года за «образцовое выполнение боевых заданий командования на фронте борьбы с немецкими захватчиками и проявленные при этом мужество и героизм» лейтенант Яков Ляхов посмертно был удостоен высокого звания Героя Советского Союза. Также был награждён орденом Ленина, 3-мя орденами Красного Знамени, медалью.

## Память
В честь Ляхова были названы улицы в Нижнем Новгороде и Тырва о. Памятная плита с его именем установлена на памятник на братской могиле в деревне Пикасилла (по решению эстонских властей от 13 ноября 2022 года памятник подлежит демонтажу).
6 июня 2024 года памятник демонтирован.

### Комментарии
1. ↑  Эстонские топонимы, оканчивающиеся на -а, не склоняются и не имеют женского рода (исключение — Нарва)